# Österreichische Klimastrategie
Die Österreichische Klimastrategie 2007 wurde am 21. März 2007 vom Ministerrat beschlossen.
Die Klimastrategie 2007 enthält alle wichtigen Maßnahmen zur Erreichung der Ziele des Kyoto-Protokolls (Klimarahmenkonvention der Vereinten Nationen UNFCCC, Zusatzprotokoll Konferenz Kyōto 1997).
Im Kyoto-Protokoll hat sich die Republik Österreich verpflichtet, die Treibhausgas-Emissionen in den Jahren 2008 bis 2012 um 13 Prozent gegenüber dem Jahr 1990 zu senken.

## Bisherige Ergebnisse der Klimaschutzpolitik Österreichs
Beim Klimaschutz-Index 2006 lag Österreich auf Platz 28 von 53 untersuchten Staaten. Beim Klimaschutz-Index 2007 (Stand 13. November 2006) liegt Österreich auf Platz 39 von 56 untersuchten Staaten.
Bis zur Beschlussfassung des Ministerrates zur Österreichischen Klimastrategie 2007 war die Österreichische Klimastrategie 2002 in Kraft.
Die Treibhausgas-Emissionen sind bis 2005 gegenüber 1990 um rund 18 Prozent angestiegen. Die Emissionen lagen 2005 um etwa 14,2 Millionen Tonnen höher als 1990 und um rund 24,4 Millionen Tonnen höher als die Zielsetzung im Kyoto-Protokoll. Das bedeutet, dass Österreich die Treibhausgas-Emissionen im Zeitraum 2008 bis 2012 um noch etwa 15,4 Millionen Tonnen senken muss.

## Maßnahmen zur Erreichung der Ziele des Kyoto-Protokolls
Dazu werden zwei Hauptwege beschritten. Der erste Hauptweg ist die Weiterentwicklung der Klimaschutz-Technologien. Der zweite Hauptweg umfasst die Maßnahmen zur Klimastrategie-Anpassung.

### Weiterentwicklung der Klimaschutz-Technologien
Die Intensivierung von Forschung und Entwicklung beim Entwurf innovativer Technologien zur Senkung der Treibhausgas-Emissionen steht im Mittelpunkt der Anstrengungen. International arbeitet Österreich als Mitglied der internationalen Klimatechnologieinitiative (CTI) mit anderen europäischen Staaten zusammen, um eine globale Senkung von Treibhausgas-Emissionen zu erreichen.

#### Entwicklung von Klimaschutz-Technologien in Österreich
Für die Umweltförderung wurden in den letzten Jahren 90 Prozent der Fördermittel klimarelevant eingesetzt. Für das Jahr 2007 beispielsweise waren 90,2 Millionen € für die Umweltförderung geplant.
Förderschwerpunkte im Bereich der Erneuerbaren Energien und der Energieeffizienz sind:
- Biomasse-Fernwärme
- Biomasse-Einzelanlagen
- Biomasse-Kraft-Wärme-Kopplung
- Solaranlagen (insbesondere thermische Solaranlagen).

#### Entwicklung von neuen Ökostrom-Technologien zur Senkung der CO2-Emissionen

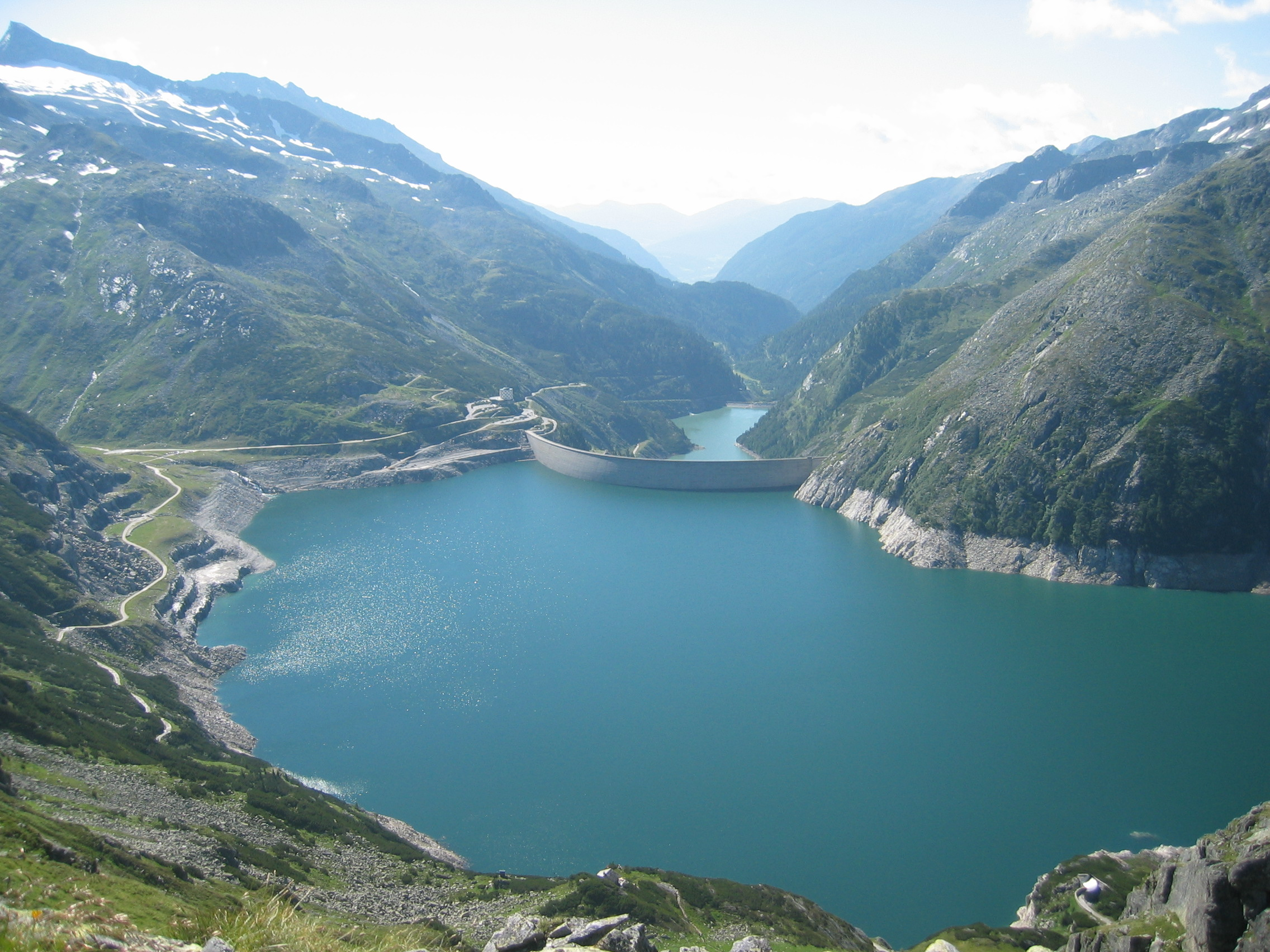
Die Kölnbreinsperre der Maltakraftwerke – Der größte Speicher Österreichs

Rund zwei Drittel der Stromversorgung in Österreich stammen aus der Wasserkraft. Wegen der Verlangsamung des Wasserkraftausbaus und des gleichzeitig wachsenden Stromverbrauchs, erhöht sich die Bedeutung bei anderen Formen der Erneuerbaren Energien. Entsprechend der EU-Richtlinie für Erneuerbare Energien muss Österreich bis 2010 eine Quote von 78,1 Prozent Strom aus Erneuerbaren Energien erreichen.
Die Novelle des Ökostromgesetzes vom Juni 2006 enthält eine weitere Erhöhung des Zieles auf 10 Prozent für Ökostrom. Weiterhin enthält die Novelle eine Verbesserung der Anreize zur Effizienzsteigerung, eine Kostendeckelung und eine jährliche Tarifdegression.
Mittlere Wasserkraftanlagen werden gefördert ebenso wie neue industrielle Kraft-Wärme-Kopplung-Anlagen. Ziel ist eine Effizienzsteigerung bei der Erzeugung von Ökostrom.

#### Marktdurchdringung von Klimaschutz-Technologien mit Hilfe von klima:aktiv
klima:aktiv ist eine Initiative für den Klimaschutz, die 2004 vom Lebensministerium initiiert und 2020 vom Bundesministerium für Klimaschutz, Umwelt, Energie, Mobilität, Innovation und Technologie übernommen wurde. klima:aktiv ist langfristig angelegt. Bis zum Jahr 2012 sollte aktives Handeln beim Klimaschutz für alle zur Selbstverständlichkeit werden. Die wichtigsten Programme sind:
- klima:aktiv Energieprogramme
- klima:aktiv mobil.

#### Unterstützung von Klimaschutz-Technologien im Ausland
Österreich unterstützt mit einem Programm Klimaschutz-Technologien im Ausland. Wesentliche Bestandteile des Programms sind der Ankauf von Emissionsreduktionseinheiten und die Finanzierung von immateriellen Leistungen für die entsprechenden Projekte. Zur besseren Abwicklung der Projekte hat der Umweltminister mit zahlreichen Staaten Vereinbarungen abgeschlossen.
Für die Finanzierung des Programms stehen insgesamt 289 Millionen € zur Verfügung. Eine weitere Steigerung ist notwendig, um die Zielsetzung des Kyoto-Protokolls zu erreichen.

#### Entwicklung von Zukunftstechnologien für den Klimaschutz
Bei den bestehenden innovativen Technologien mit bereits vorhandener Marktreife (besonders Erneuerbare Energien und Energieeffizienz) muss das Potential weiter ausgeschöpft werden. Für eine Trendwende bei den Treibhausgas-Emissionen müssen die neuen Technologien umfassender angewendet werden. Das trifft besonders zu für Mikro-Kraft-Wärme-Kopplung-Anlagen und für klimaeffiziente, intelligente Baustoffe.
Die rechtzeitige Entwicklung weiterer zukunftsfähiger Technologien für die Bereiche Verkehr, Energiebereitstellung und effiziente Energieanwendung ist dringend erforderlich. Die in Österreich vorhandenen Programme und Initiativen zur Forschung und Entwicklung auf den Gebieten Energie-, Umwelt- und Verkehrstechnologien müssen verstärkt weiterentwickelt werden.

### Maßnahmen zur Klimastrategie-Anpassung
Die Anpassung der Klimastrategie erstreckt sich auf die Bereiche, die die größten Abweichungen zur Zielsetzung des Kyoto-Protokolls beinhalten und bei denen die geringsten volkswirtschaftlichen Kosten zur Senkung der Emissionen aufgewendet werden müssen.
Dies trifft insbesondere für den gesamten Bereich Energie und den Bereich Verkehr zu. Das trifft auch auf die Bereiche zu, die den überwiegenden Teil der Treibhausgas-Emissionen in Österreich verursachen.

#### Maßnahmenbereich Energie
Zum Maßnahmenbereich Energie gehören Raumwärme und Kleinverbrauch, Energieaufbringung und Energieverwendung sowie die Energieeffizienz in der Industrie.
Die wichtigsten Maßnahmen im Bereich der Energie sind:
- Steigerung der Gesamtenergieeffizienz in der Gebäudewirtschaft, Einsatz Erneuerbarer Energien in der Gebäudewirtschaft, effiziente Fernwärme
- Umsetzung der Kraft-Wärme-Kopplung-Richtlinie
- Fortsetzung der Ökostromförderung
- Erhöhung der Energieeffizienz und Nutzung Erneuerbarer Energien in der Industrie.

#### Maßnahmenbereich Verkehr
Die Treibhausgas-Emissionen im Bereich Verkehr sind in den letzten Jahren um rund 83 Prozent gestiegen. Die Hauptursache dafür sind die steigenden Verkehrs- und Transportleistungen.
Die wichtigsten Maßnahmen im Bereich des Verkehrs sind:
- Entwicklung und Nutzung klimafreundlicher Antriebstechnologien
- Erhöhter Einsatz von Biokraftstoffen
- Verbesserung der Effizienz im Güterverkehr
- Ausweitung des Öffentlichen Verkehrs bei gleichzeitiger Erhöhung der Attraktivität.

#### Maßnahmenbereich Landwirtschaft
Im Jahr 2005 wurden Emissionen von Methan durch die Landwirtschaft in Höhe von 4,1 Millionen t CO2-Äquivalent verursacht. Die Emissionen von Lachgas können durch die Reduktion des Einsatzes von Stickstoffdünger gesenkt werden.
Die wichtigsten Maßnahmen im Bereich der Landwirtschaft sind:
- Weitere Reduzierung der Stickstoffdüngung
- Verkürzung der Transportwege durch regionale Vermarktung
- Erhöhung der Erzeugung von Bioenergie.